# Seznam rybníků v okrese Karlovy Vary
Seznam rybníků v okrese Karlovy Vary zahrnuje rybníky, které se nalézají v okrese Karlovy Vary. Jsou zde zařazeny vodní plochy, jejichž rozloha přesahuje 5 hektarů či jsou tato vodní díla něčím významná (např. jsou vyhlášena jako chráněné území).

## Seznam
| Rybník                 | Obrázek | Rozloha (ha) | Vodní tok       | Obec                    | GPS                              | Poznámky           |
| ---------------------- | ------- | ------------ | --------------- | ----------------------- | -------------------------------- | ------------------ |
| Dolní hrádecký rybník  |         | 24,2         | Borecký potok   | Štědrá                  | 50°2′39″ s. š., 13°6′55″ v. d.   |                    |
| Horní hrádecký rybník  |         | 20           | Borecký potok   | Štědrá                  | 50°2′19″ s. š., 13°5′13″ v. d.   |                    |
| Velký Polom            |         | 14           | Jesinecký potok | Bochov                  | 50°7′28″ s. š., 13°4′18″ v. d.   |                    |
| Velký měchovský rybník |         | 12,6         | nepojmenovaný   | Otročín                 | 50°3′44″ s. š., 12°53′34″ v. d.  |                    |
| Borecký rybník         |         | 12,6         | Borecký potok   | Pšov                    | 50°3′24″ s. š., 13°9′3″ v. d.    |                    |
| Plochý rybník          |         | 11,2         | Jesinecký potok | Bochov                  | 50°7′40″ s. š., 13°4′35″ v. d.   |                    |
| Blažejský rybník       |         | 10           | Úterský potok   | Toužim                  | 49°59′53″ s. š., 13°0′59″ v. d.  | též Velký Branišov |
| Javorenský rybník      |         | 9,8          | Bochovský potok | Vojenský újezd Hradiště | 50°10′43″ s. š., 13°4′2″ v. d.   |                    |
| Krásný rybník          |         | 9,5          | Bochovský potok | Bochov                  | 50°9′52″ s. š., 13°2′45″ v. d.   |                    |
| Křížový rybník         |         | 7,6          | Bochovský potok | Bochov                  | 50°9′12″ s. š., 13°2′56″ v. d.   |                    |
| Dolnosedelský rybník   |         | 6,9          | nepojmenovaný   | Toužim                  | 50°3′27″ s. š., 12°57′5″ v. d.   |                    |
| Drahosedelský rybník   |         | 6,2          | nepojmenovaný   | Útvina                  | 50°2′58″ s. š., 12°55′24″ v. d.  |                    |
| Silniční rybník        |         | 5,8          | nepojmenovaný   | Bochov                  | 50°9′39″ s. š., 13°2′7″ v. d.    |                    |
| Nový Bochov            |         | 5,8          | nepojmenovaný   | Bochov                  | 50°9′13″ s. š., 13°1′6″ v. d.    |                    |
| Brťsko-sedelský rybník |         | 5,8          | Útvinský potok  | Otročín                 | 50°3′15″ s. š., 12°54′20″ v. d.  |                    |
| Nový rybník            |         | 5,4          | nepojmenovaný   | Toužim                  | 50°3′36″ s. š., 13°0′20″ v. d.   |                    |
| Mlýnský rybník         |         | 5,2          | Střela          | Toužim                  | 50°2′51″ s. š., 13°0′0″ v. d.    |                    |
| Šinka                  |         | 5,1          | Toužimský potok | Toužim                  | 50°3′11″ s. š., 12°59′39″ v. d.  |                    |
| Ostrovské rybníky      |         |              | Ostrovský potok | Ostrov                  | 50°17′48″ s. š., 12°54′59″ v. d. | přírodní rezervace |
| Velikonoční rybník     |         |              | nepojmenovaný   | Otročín                 | 50°3′12″ s. š., 12°51′30″ v. d.  | přírodní památka   |